# Prima Lega 2023-2024 (Egitto)
La Prima Lega egiziana 2023-2024 è stata la 65ª edizione della massima competizione calcistica egiziana. La stagione è iniziata il 18 settembre 2023 e si è conclusa il 18 agosto 2024.
La squadra campione in carica era l'Al-Ahly, che si è riconfermato campione per la quarantaquattresima volta nella sua storia.

## Stagione

### Novità
Dalla stagione precedente sono state retrocesse Haras El-Hodood, Ghazl El-Mehalla e Aswan, ultime tre classificate del campionato. Al loro posto, sono state promosse dalla Seconda Divisione le prime tre classificate, ovvero ZED, Baladeyet El-Mahalla e El-Gouna.

### Formula
Le 18 squadre partecipanti giocano un girone all'italiana con partite di andata e ritorno, per un totale di 34 giornate. Al termine della stagione, la squadra prima classificata è campione d'Egitto e si qualifica per la CAF Champions League 2024-2025 insieme con la seconda classificata, mentre terza e quarta si qualificano per la Coppa della Confederazione CAF 2024-2025. Le ultime tre classificate retrocedono invece in Seconda Divisione.

## Squadre partecipanti
| Squadra                | Città                | Stagione precedente |
| ---------------------- | -------------------- | ------------------- |
| Al-Ittihad Alessandria | Alessandria d'Egitto | 8° in Prima Lega    |
| Al-Masry               | Porto Said           | 5° in Prima Lega    |
| Al-Mokawloon           | Il Cairo             | 7° in Prima Lega    |
| Al-Ahly                | Il Cairo             | Campione d'Egitto   |
| Baladeyet El-Mahalla   | El-Mahalla el-Kubra  | Seconda Divisione   |
| Ceramica Cleopatra     | Il Cairo-Giza        | 13° in Prima Lega   |
| El Dakhleya            | Il Cairo             | 15° in Prima Lega   |
| El Gaish               | Il Cairo-Eliopoli    | 14° in Prima Lega   |
| El-Gouna               | El Gouna             | Seconda Divisione   |
| ENPPI                  | Il Cairo             | 6° in Prima Lega    |
| Ismaily                | Ismailia             | 11° in Prima Lega   |
| Future                 | Il Cairo             | 4° in Prima Lega    |
| National Bank of Egypt | Il Cairo             | 12° in Prima Lega   |
| Pharco                 | Alessandria d'Egitto | 9° in Prima Lega    |
| Pyramids               | Asyūṭ                | 2° in Prima Lega    |
| Smouha                 | Alessandria d'Egitto | 10° in Prima Lega   |
| Zamalek                | Il Cairo             | 3° in Prima Lega    |
| ZED                    | Il Cairo-Giza        | Seconda Divisione   |

## Classifica
|                   | Pos. | Squadra                | Pt | G  | V  | N  | P  | GF | GS | DR  |
| ----------------- | ---- | ---------------------- | -- | -- | -- | -- | -- | -- | -- | --- |
| Egitto (bandiera) | 1.   | Al-Ahly                | 85 | 34 | 27 | 4  | 3  | 75 | 28 | +47 |
|                   | 2.   | Pyramids               | 79 | 34 | 24 | 7  | 3  | 62 | 27 | +35 |
|                   | 3.   | Zamalek                | 56 | 34 | 17 | 8  | 9  | 53 | 37 | +16 |
|                   | 4.   | Al-Masry               | 55 | 34 | 16 | 7  | 11 | 41 | 39 | +2  |
|                   | 5.   | Future                 | 54 | 34 | 14 | 12 | 8  | 40 | 28 | +12 |
|                   | 6.   | Smouha                 | 54 | 34 | 15 | 9  | 10 | 39 | 35 | +4  |
|                   | 7.   | ZED                    | 51 | 34 | 13 | 12 | 9  | 48 | 35 | +13 |
|                   | 8.   | Ceramica Cleopatra     | 46 | 34 | 12 | 10 | 12 | 51 | 42 | +9  |
|                   | 9.   | ENPPI                  | 45 | 34 | 11 | 12 | 11 | 38 | 37 | +1  |
|                   | 10.  | El Gaish               | 42 | 34 | 10 | 12 | 12 | 30 | 40 | -10 |
|                   | 11.  | Al-Ittihad Alessandria | 41 | 34 | 9  | 14 | 11 | 30 | 42 | -12 |
|                   | 12.  | El-Gouna               | 39 | 34 | 9  | 12 | 13 | 32 | 44 | -12 |
|                   | 13.  | National Bank of Egypt | 36 | 34 | 9  | 9  | 16 | 46 | 45 | +1  |
|                   | 14.  | Ismaily                | 33 | 34 | 7  | 12 | 15 | 33 | 43 | -10 |
|                   | 15.  | Pharco                 | 33 | 34 | 6  | 15 | 13 | 32 | 43 | -11 |
|                   | 16.  | Baladeyet El-Mahalla   | 28 | 34 | 7  | 7  | 20 | 31 | 65 | -34 |
|                   | 17.  | Al-Mokawloon           | 26 | 34 | 5  | 11 | 18 | 32 | 57 | -25 |
|                   | 18.  | El Dakhleya            | 20 | 34 | 3  | 11 | 20 | 17 | 43 | -26 |

Legenda
      Campione d'Egitto e ammessa alla CAF Champions League 2024-2025.
      Ammessa alla Coppa della Confederazione CAF 2024-2025.
      Retrocessa in Seconda Divisione 2024-2025.
Note:
Tre punti a vittoria, uno a pareggio, zero a sconfitta.